# طبقة نودسن
طبقة نودسن (بالإنجليزي: Knudsen layer ) تسمى أيضا طبقة التبخر , وهي طبقة رقيقة موجودة بين السائل والبخار , سميت نسبة إلى مارتن نودسن (1871–1949) .

## رياضيا
يمكن حساب سمك طبقة نودسن من العلاقة التالية:
{\displaystyle l_{c}={\frac {kT_{s}}{\pi d^{2}p_{s}}}}
حيث أن : {\displaystyle k} ثابت بولتزمان , {\displaystyle T_{s}} درجة الحرارة , {\displaystyle d} قطر الجزيئ , {\displaystyle p_{s}} الضغط .